# Communauté de communes Lanvollon - Plouha
La  communauté de communes Lanvollon - Plouha  est une ancienne communauté de communes française, située dans le département des Côtes-d'Armor, en région Bretagne.

## Histoire
La communauté de communes Lanvollon - Plouha a été créée sous le nom de communauté de communes du Pays de Lanvollon le 24 décembre 1992, succédant ainsi au SIVOM du Pays de Lanvollon fondé le 6 février 1989.
En janvier 1999, les communes de Plouha et de Pludual intègrent l'intercommunalité.
Le 1er janvier 2017, l'intercommunalité fusionne avec Le Leff communauté pour former Leff Armor Communauté, composée de 28 communes et de près de 31 000 habitants.

## Territoire communautaire

### Géographie
Partagée entre les pays historiques du Goëlo et du Trégor, la communauté de communes était située dans le pays du Trégor-Goëlo au sens de la loi Voynet et regroupait les onze communes du canton de Lanvollon, deux communes (Plouha et Pludual) du canton de Plouha, une commune (Goudelin) du canton de Plouagat et une, Saint-Gilles-les-Bois, du canton de Pontrieux.

### Composition
Elle était composée de la ville de Plouha et des 14 communes rurales suivantes :
| Nom                   | Code Insee | Gentilé        | Superficie (km2) | Population (dernière pop. légale) | Densité (hab./km2) |
| --------------------- | ---------- | -------------- | ---------------- | --------------------------------- | ------------------ |
| Lanvollon (siège)     | 22121      | Lanvollonnais  | 5,01             | 1 738 (2014)                      | 347                |
| Le Faouët             | 22057      | Faouëtais      | 7,55             | 368 (2014)                        | 49                 |
| Gommenec'h            | 22063      | Gommenechois   | 11,83            | 546 (2014)                        | 46                 |
| Goudelin              | 22065      | Goudelinais    | 22,98            | 1 723 (2014)                      | 75                 |
| Lannebert             | 22112      | Lannebertois   | 6,99             | 452 (2014)                        | 65                 |
| Le Merzer             | 22150      | Merzeriens     | 12,63            | 986 (2014)                        | 78                 |
| Pléguien              | 22177      | Pléguinais     | 15,48            | 1 298 (2014)                      | 84                 |
| Plouha                | 22222      | Plouhatins     | 39,97            | 4 464 (2014)                      | 112                |
| Pludual               | 22236      | Pludualais     | 9,27             | 743 (2014)                        | 80                 |
| Pommerit-le-Vicomte   | 22248      | Pommeritain    | 33,03            | 1 794 (2014)                      | 54                 |
| Saint-Gilles-les-Bois | 22293      | Saint-Gillois  | 9,45             | 417 (2014)                        | 44                 |
| Tréguidel             | 22361      | Tréguidelais   | 6,56             | 611 (2014)                        | 93                 |
| Tréméven              | 22370      | Trémévenois    | 5,12             | 337 (2014)                        | 66                 |
| Tressignaux           | 22375      | Tressignaulais | 7,29             | 667 (2014)                        | 91                 |
| Trévérec              | 22378      | Trévérecois    | 4,33             | 229 (2014)                        | 53                 |

À noter que la commune possédant la plus grande superficie, Plouha, concentre à elle seule le tiers de la population intercommunale en période hivernale. L'été, elle abrite une population de 15 000 habitants, soit autant que l'ensemble du territoire l'hiver[réf. souhaitée].

### Démographie
| 1999   | 2006   | 2009   | 2011   | 2013   |
| ------ | ------ | ------ | ------ | ------ |
| 14 169 | 15 319 | 15 980 | 16 239 | 16 371 |

## Administration

### Siège
Le siège de la communauté de communes était à Lanvollon, moulin de Blanchardeau.

### Conseil communautaire
Les 37 conseillers titulaires étaient répartis selon le droit commun comme suit :
| Nombre de conseillers | Communes                                                        |
| --------------------- | --------------------------------------------------------------- |
| 10                    | Plouha                                                          |
| 3                     | Goudelin, Lanvollon, Pléguien, Pommerit-le-Vicomte              |
| 2                     | Gommenec'h, Le Merzer, Pludual, Tréguidel, Tressignaux          |
| 1                     | Le Faouët, Lannebert, Saint-Gilles-les-Bois, Tréméven, Trévérec |

### Élus
La communauté de communes était administrée par un conseil communautaire constitué en 2014 de 37 conseillers communautaires.
À la suite des élections municipales de 2014 dans les Côtes-d'Armor, le conseil communautaire du 29 avril 2014 avait élu son président, Philippe Le Goux, maire de Pléguien, ainsi que ses 9 vice-présidents. La liste des vice-présidents était alors la suivante :
|     | Attributions                                                                                                 | Identité              | Qualité                                 |
| --- | --- | --------------------- | --------------------------------------- |
| 1re | Petite enfance, enfance, jeunesse, accueil périscolaire et sports                                            | Francette Le Garff    | Première adjointe au maire de Goudelin  |
| 2e  | Aménagement de l'espace, projet territorial, politiques contractuelles et relations avec les maires          | Jean-Pierre Le Calvez | Conseiller municipal de Plouha          |
| 3e  | Finances, communication institutionnelle et numérique et usages du numérique                                 | Laurence Corson       | Maire du Merzer                         |
| 4e  | Développement économique et emploi                                                                           | Marcelin Le Calvez    | Maire du Faouët                         |
| 5e  | Environnement, ressources en eau et naturelles, assainissement non collectif et déchets                      | Jean-Michel Geffroy   | Maire de Lannebert                      |
| 6e  | Solidarités, action sociale, CIAS, transport à la demande, chantier d'insertion et coopération décentralisée | Arsène Nicolazic      | Maire de Lanvollon                      |
| 7e  | Urbanisme, aménagement foncier, habitat et accueil des gens du voyage                                        | Thierry Cadio         | Premier adjoint au maire de Tressignaux |
| 8e  | Travaux, infrastructures communautaires et suivi du déploiement du très haut débit                           | Alain Gautier         | Maire de Pommerit                       |
| 9e  | Culture et patrimoine                                                                                        | Tina Diot             | Conseillère municipale de Plouha        |

### Liste des présidents
| Période      | Période       | Identité         | Étiquette | Qualité |
| ------------ | ------------- | ---------------- | --------- | --- |
| février 1993 | juillet 1995  | Jean Le Floc'h   | PS        | Maire de Pommerit-le-Vicomte (1977 → 2006) |
| juillet 1995 | avril 2014    | Thierry Burlot   | PS        | Maire de Pléguien (1989 → 1999) Adjoint au maire de Pléguien (1999 → 2014) Conseiller municipal de Pléguien (1983 → 2020) Conseiller régional de Bretagne (2004 → 2021) |
| avril 2014   | décembre 2016 | Philippe Le Goux | PS        | Maire de Pléguien (2014 → ) |